# Wilhelm Studemund

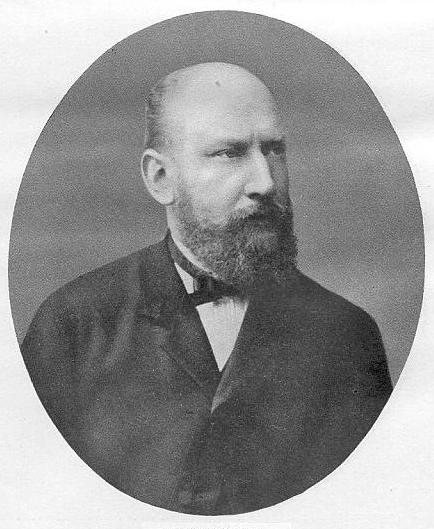
Wilhelm Studemund

Adolph Friedrich Wilhelm Studemund (* 3. Juli 1843 in Stettin; † 8. August 1889 in Breslau) war ein deutscher Klassischer Philologe.

## Leben

### Jugend und Studium in Berlin und Halle
Wilhelm Studemund war der Sohn des Stettiner Kaufmanns August Wilhelm Studemund und dessen Ehefrau Auguste Busch. Er hatte zwei ältere Schwestern, Louise Henriette (1837–1842) und Clara Julie (1842–1868). Wilhelm Studemund wuchs in Stettin auf und besuchte zunächst die Realschule, dann das Marienstiftsgymnasium, wo ihn Albert Gustav Heydemann und Karl Ernst August Schmidt prägten. Nach der Reifeprüfung (Herbst 1860) studierte Studemund Klassische Philologie an der Berliner Universität bei August Boeckh und Moriz Haupt, der ihn zur Beschäftigung mit den römischen Historikern anregte. Nach drei Semestern wechselte Studemund nach Halle. Hier trat er in enge Beziehung zu Theodor Bergk, der ihn wissenschaftlich prägte und ihm bis zu seinem Tod verbunden blieb. Während einer kurzen Rückkehr nach Berlin (1862/1863) hörte Studemund historische, germanistische und philosophische Vorlesungen, unter anderem bei Theodor Mommsen, der seine weitere Karriere maßgeblich beeinflusste und förderte.
Seinen Studienabschluss machte er in Halle, wo er als Zwanzigjähriger am 4. Februar 1864 mit der Dissertation De canticis Plautinis promoviert wurde. In seiner Doktorarbeit stellte er die These auf, dass die umstrittene Metrik der plautinischen Stücke durch Sichtung des Ambrosianischen Palimpsestes sicher festzustellen sei.

### Vier Jahre in Italien (1864–1868)
Um dieser Vermutung nachzugehen, begab sich Studemund nach dem Examen pro facultate docendi (30. Juli 1864) auf eine mehrjährige Reise nach Italien, wo er lateinische Handschriften in verschiedenen Bibliotheken sichtete. Ein Ergebnis seiner Arbeit war die editio princeps der Komödie Vidularia (erschienen Greifswald 1870), die nur im schwer lesbaren Ambrosianischen Palimpsest in der Mailänder Bibliothek überliefert ist. Im Auftrag Theodor Mommsens untersuchte Studemund in Verona von 1867 bis 1868 den Palimpsest des Juristen Gaius. Die Abschrift veröffentlichte er 1874. Damit stellte er die Beschäftigung mit dem Juristen erstmals auf eine sichere Grundlage. In Anerkennung dieser Leistung verlieh ihm die Universität Greifswald im selben Jahr die Ehrendoktorwürde der Juristischen Fakultät.

### Erste Professuren in Würzburg und Greifswald (1868–1872)
Durch seine paläographischen und editorischen Leistungen erwarb sich Studemund hohes Ansehen. Darum wurde er – ohne habilitiert zu sein – im Sommer 1868 auf Veranlassung Karl Felix Halms als außerordentlicher Professor an die Universität Würzburg berufen. Studemund folgte dem Ruf, begann seine Vorlesungstätigkeit im Herbst 1868 und wurde schon im April 1869 zum ordentlichen Professor ernannt. Im März 1870 wechselte er als Nachfolger Franz Büchelers an die Universität Greifswald.

### Professur in Straßburg (1872–1885)
Zwei Jahre später (im März 1872) ging Wilhelm Studemund an die neu gegründete Kaiser-Wilhelms-Universität Straßburg, wo er dreizehn Jahre lang blieb. Als Direktor des Philologischen Seminars und Vorsitzender der wissenschaftlichen Prüfungskommission trieb er die Ausbildung der elsässischen Gymnasiallehrer voran, setzte sich mit großem Erfolg für die gegenseitige Anerkennung von Prüfungszeugnissen unter den deutschen Staaten ein und betreute Dutzende Dissertationen. Allein von der Reihe Dissertationes philologicae Argentoratenses selectae (1879–1886) erschienen zehn Bände. Aufgrund seiner Erfolge wandten sich auch Luxemburg, Belgien und die Niederlande mit der Bitte um Hilfe bei der Reorganisation ihres Schulwesens an Studemund und zeichneten ihn mit zahlreichen Orden aus. Auch der preußische Statthalter in Elsaß-Lothringen, Generalfeldmarschall Freiherr Edwin von Manteuffel, schätzte Studemunds Rat und zog ihn vielfach in Verhandlungen und Verwaltungsfragen hinzu. Studemund sah sich daraufhin zahlreichen Anfeindungen ausgesetzt und hatte an der Universität viele Widersacher. Wissenschaftlich waren die Straßburger Jahre dennoch eine fruchtbare Zeit. Studemund trieb die Auswertung seiner Funde in den italienischen Bibliotheken weiter voran und veröffentlichte Studien zur plautinischen Metrik und Textkritik sowie zur Grammatik des Altlateins. Einen Ruf an die Universität Heidelberg schlug er 1877 aus, weil die badischen Prüfungszeugnisse seinen Bemühungen zum Trotz von der preußischen Regierung nicht anerkannt wurden.

### Späte Jahre in Breslau (1885–1889)
Als sein vertrauter Kollege Rudolf Schöll 1885 nach München wechselte, verließ Studemund im Herbst desselben Jahres Straßburg und folgte einem Ruf an die Universität Breslau. Dort wirkte er noch vier Jahre lang als Leiter des Philologischen Seminars, Kurator der Studentenbibliothek und Professor der Eloquenz. Bei seiner rastlosen Tätigkeit erwarb sich Studemund weiterhin große Verdienste. Aufgrund seiner unbeirrbaren Ansichten, die er gleichermaßen hartnäckig wie freundlich verfolgte, galt er jedoch vielen Kollegen als schwieriger Gesprächspartner. Man warf ihm vor allem vor, Studenten die Lust an der Philologie zu nehmen, indem er sie an langweiligen und unmaßgeblichen Texten arbeiten ließ.
Im Sommer 1888 erkrankte Wilhelm Studemund an Krebs und begab sich für zwei Operationen nach Berlin. Danach nahm er seine Arbeit wieder auf, musste sich jedoch im Frühjahr 1889 zwei weiteren Operationen unterziehen. Da nun offensichtlich war, dass seine Krankheit nicht heilbar war, arbeitete Studemund unermüdlich am Abschluss seiner Arbeiten. Auf Bitten seiner Freunde und Angehörigen, er möge sich schonen, pflegte er zu antworten: „Der Tod wartet nicht.“ Auch seine Verpflichtungen im Lehrbetrieb nahm er weiterhin wahr. In die letzten Monate seines Lebens fiel Studemunds Ernennung zum Geheimen Regierungsrat und zum korrespondierenden Mitglied der Königlich Preußischen Akademie der Wissenschaften. Anlässlich seines 25-jährigen Doktorjubiläums widmeten ihm seine ehemaligen Studenten aus Greifswald, Würzburg, Straßburg und Breslau eine Festschrift in Form wissenschaftlicher Kommentare zu Problemen der klassischen Philologie. Am 8. August 1889 starb Studemund in Breslau. Drei Tage später wurde er auf dem Kirchhof der Bernhardin-Gemeinde vor dem Ohlauer Tor beigesetzt. Die Bernhardinkirche und der Friedhof mit Studemunds Grab wurden am Ostermontag 1945 im Laufe sowjetischer Bombenangriffe zerstört. Seine umfangreiche Bibliothek gelangte auf Wunsch seiner Witwe an die Universitätsbibliotheken Breslau und Berlin.
Das Lebenswerk von Wilhelm Studemund ist die Entzifferung der Fragmente des Plautus und Gaius in Mailand und Verona. Die von ihm begründete Reihe Breslauer philologische Abhandlungen wurde von seinem Kollegen Richard Foerster fortgesetzt. Ein Großteil seiner bedeutenden Bibliothek wurde den Beständen der Königlichen Bibliothek an der Universität Breslau einverleibt, darunter im Auftrag seiner Witwe auch Studemunds Sammlungen zu den Institutionen des Gaius sowie zu den Schriften des Fronto, letztere mit einem von Studemund angefertigten Faksimile der Original-Palimpseste. Wilhelm Studemund war Geheimer Regierungsrat sowie Mitglied zahlreicher Akademien, darunter der Preußischen Akademie der Wissenschaften, der Niederländischen Akademie der Wissenschaften und der Hellenic Philological Society of Constantinople.

### Ehe und Familie
Wilhelm Studemund war zweimal verheiratet und hatte zwei Töchter. Bereits kurz vor Antritt seiner Position in Straßburg hatte er sich in Stuttgart mit der Greifswalder Kaufmannstochter Marie Springborn vermählt. Sie starb am 27. Dezember 1880, die Ehe blieb kinderlos. 1882 heiratete Studemund erneut. Seine zweite Frau Marie, geb. Wurster (1859–1941), war eine Schwester des Chemikers Casimir Wurster. Der Ehe entsprangen zwei Töchter. Die ältere Tochter Marie (* Straßburg 1883; † Neuilly-sur-Seine 1909; vollständig: Marie Auguste Elisabeth) war mit dem französischen Psychiater und Arzt Félix-Albert Devaux verheiratet und Mutter des hochrangigen Finanzpolitikers Gilbert Devaux. Die zweite Tochter Emmie (1884–1958; vollständig: Emmie Clara) war unter dem Pseudonym Catherina Godwin eine zeitweise erfolgreiche Schriftstellerin. Studemunds Witwe Marie Wurster heiratete am 8. März 1892 in zweiter Ehe den renommierten Pharmakologen Wilhelm Filehne, Trauzeugen waren der Pharmazeut Theodor Poleck und der Pathologe Emil Ponfick, beide in jenen Jahren Rektoren der Breslauer Universität. Die Ehe wurde jedoch bereits nach elf Monaten wieder geschieden. Mit Wilhelm Studemunds Tod versiegte die Stettiner Linie der Familie Studemund im Mannesstamm.

### Auszeichnungen
Wilhelm Studemund erhielt folgende Auszeichnungen: den Roten Adlerorden 4. Klasse (1876), das Offizierkreuz des Ordens der Italienischen Krone (1879), den Kronen-Orden 3. Klasse (1881), das Großoffizierkreuz des Luxemburgischen Ordens der Eichenkrone (1883), das Offizierkreuz des Belgischen Leopoldsordens (1883) und den Roten Adlerorden 3. Klasse mit Schleife (1884).

## Schriften (Auswahl)
- De canticis Pautinis. Halle 1864. (Digitalisat)
- (Mit Rudolf Schoell) Anecdota varia Graeca et Latina. 1. Anecdota varia Graeca, musica, metrica, grammatica. Weidmann, Berlin 1886. (Digitalisat)
- Commentatio de Theognideorum memoria libris manu scriptis servata. Friedrich, Breslau 1889. (Digitalisat)